# Neotrichia cuernuda
Neotrichia cuernuda är en nattsländeart som beskrevs av Harris 1990. Neotrichia cuernuda ingår i släktet Neotrichia och familjen smånattsländor. Inga underarter finns listade i Catalogue of Life.